# Zala (folyó)
A Zala (németül és latinul: Salla) teljes terjedelmében Magyarország területén fekvő folyó. Fő tápláló vízfolyása a Balatonnak, vízgyűjtő területe a tó teljes vízgyűjtő területének 45%-a. Magyarország tizenkettedik legbővebb vizű felszíni vízfolyása a Duna, Tisza, Dráva, Mura, Maros, Rába, Hármas-Körös, Szamos, Bodrog, Sajó, és a Zagyva után.

## Nevének eredete
A szlovén régi folyónév (Sala) átvétele, de a szlovénban is preszláv ősiségű elnevezés, végső soron az indoeurópai *sal (patak, folyóvíz, áramlás) tőre vezethető vissza.

## Földrajza

### A folyó szakaszai

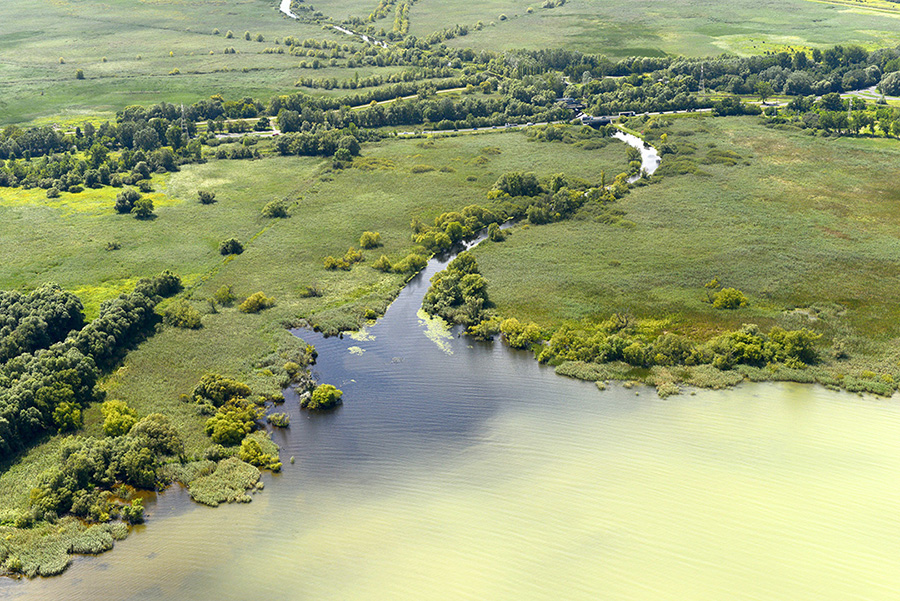
Zala folyó torkolata a Balatonba légi felvételen

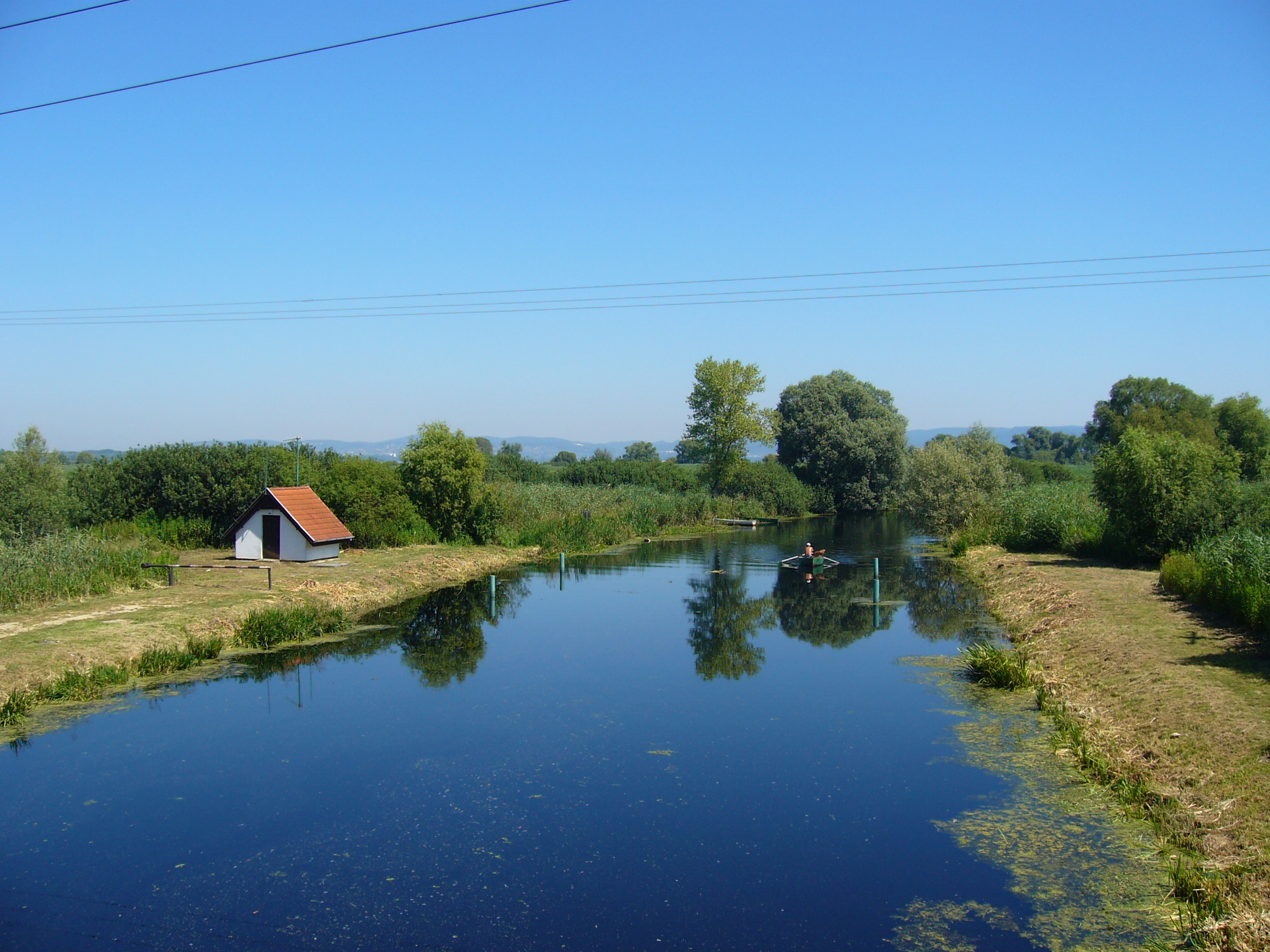
A Zala torkolata a Balatonnál

Nyugat-Magyarországon, Vas vármegyében, az Őrségben, Szalafő határában ered (tulajdonképp a Fekete-tóból).
A 126 km hosszúságú, 6–15 m³/s átlagos vízhozamú folyó első szakasza keleti irányú. Zalaegerszegnél északkelet felé fordul, majd Türje környékén ismét irányt változtat délnek. A folyó, ezen déli irányba tartó szakasza a középső pleisztocénban alakult ki egy kaptúra révén, megváltoztatva a korábbi, Kisalföld felé tartó folyószakaszát. A pleisztocén végén a süllyedő balatoni medence szintén a Zala folyómedrének módosulását eredményezte, megszüntetve a Drávába torkolló szakaszát, s létrehozta a Zalavár környékén északkelet felé forduló, s egy terjedelmes mocsarason keresztül a Balatonba torkolló szakaszt, melyet a Kis-Balatonon keresztül a Keszthelyi-öbölnél ér el.

### Mellékfolyói
Harkály-patak (Salomvár), Háshágyi-patak (Zalacsébnél), Sárvíz patak, Páli-patak, Szélvíz, Felső-Válicka, Pózvai-patak, Principális-csatorna, Dötki-patak, Csörgető-patak, Berek-patak, Csáfordi-patak, Nádas-patak, Zalaszentgróti-patak, Kallósdi-patak, Bárándi-patak, Széplaki-patak, Köszvényes-patak, Bókaházi-patak, Szentkirályi-patak, Szentmihályfai-patak, Szentgyörgyvári-patak (e patak után a folyón van a Szentgyörgyvári-tüsgát).

## Történelmi vonatkozások
Az ókorban a rómaiak Salla néven említették. Egy 9. századból származó szláv szöveg hasonlóan Sala néven tesz róla említést. A későbbiekben Zala vármegye és egyben sok település névadója.
A Zala forrásvidéke egykor még Szalafőn túl volt. Az Orfalu község mellett található szigetszerű reliktum láp, a feltöltődött Fekete-tó volt az, ami táplálta.

## Zala rákja
A régi helyi közmondás, amely úgy hangzott, hogy "Zala bora, Zala rákja, Zala menyecskéje", második helyébe tette, a vármegye egyik legjelentősebb, ismertebb, és értékesebb tenyésztett állatot. A középkor óta a folyami rákot nagy mennyiségben halászták ki a Zala folyóból és a Kis-Balatonból. Külön foglalkozás is alakult ki belőle. A zalai rákot, amely a "szóló" rák név alatt is ismert, Bécsben a kiváló minősége miatt kedvelték. A Széchényi-uradalomból 1800 és 1804 között évi 7000, majd 1807-ben 8000 db rákot szállítottak a konyha ellátására. 1894-ben Budapesten egy szóló (zalai) rák ára 30-35 korona (vendéglőben 50—60 korona) volt. A 19. század végén a rák mennyisége jelentősen apadt el, amíg manapság, majdnem kihalt. A 20. század közepéig a pankaszi cigányok kézzel "nyúlkálással" fogták a zalai rákot ill. a fehér halakat a még nem szabályozott Zala folyóból, a víz alatti üregükben kitapogatták a  folyami rákot és az ollóját lefeszítve (hogy ne tudja a rákászt megsebezni) szedték ki a vízből. A fák gyökerei között megbúvó halakat hasonló módszerrel, óvatosan kitapogatva fogták ki.

## Forrás
- ↑ Kiss Lajos: Kiss, Lajos. Földrajzi nevek etimológiai szótára. Budapest: Akadémiai (1980). ISBN 963 05 2277 2